# Tobias Mikkelsen
Tobias Pilegaard Mikkelsen (Helsingør, 18 september 1986) is een Deens betaald voetballer. Hij speelt als vleugelspeler bij Nordsjælland, waar hij begin 2016 een contract voor twee seizoenen tekende.

## Clubcarrière
Mikkelsen begon op 18-jarige leeftijd met voetballen bij Lyngby BK in de Deense Eerste divisie. Toen hij stopte was deze club inmiddels gepromoveerd naar de Superligaen. In de zomer van 2007 werd hij verkocht aan Brøndby IF, waar hij tot 2009 speelde. Op 21 juli 2007 debuteerde hij bij deze club in een wedstrijd tegen de topclub FC Nordsjælland. In deze wedstrijd scoorde hij en gaf hij een assist. Twee jaar later, in augustus 2009, tekende Mikkelsen bij FC Nordsjælland.

## Interlandcarrière
Tobias Mikkelsen werd voor het eerst opgeroepen door bondscoach Morten Olsen voor het Deens voetbalelftal in november 2011. Hij debuteerde tegen Finland op 15 november 2011. Op 16 mei 2012 maakte Olsen bekend dat Mikkelsen deel uitmaakte van de selectie van het Deens elftal op het Europees kampioenschap voetbal 2012 in Oekraïne en Polen. Daar werd de ploeg in de groepsfase uitgeschakeld. Op de verrassende 1–0 overwinning op Nederland volgden nederlagen tegen Portugal (2–3) en Duitsland (1–2), waardoor de Denen als derde eindigden in groep B.
| Interlands van Tobias Mikkelsen voor Denemarken | Interlands van Tobias Mikkelsen voor Denemarken | Interlands van Tobias Mikkelsen voor Denemarken | Interlands van Tobias Mikkelsen voor Denemarken | Interlands van Tobias Mikkelsen voor Denemarken | Interlands van Tobias Mikkelsen voor Denemarken | Interlands van Tobias Mikkelsen voor Denemarken |
| №                                               | Datum                                           | Wedstrijd                                       | Uitslag                                         | Competitie                                      | Goals                                           |                                                 |
| Als speler van FC Nordsjælland                  | Als speler van FC Nordsjælland                  | Als speler van FC Nordsjælland                  | Als speler van FC Nordsjælland                  | Als speler van FC Nordsjælland                  | Als speler van FC Nordsjælland                  | Als speler van FC Nordsjælland                  |
| ----------------------------------------------- | ----------------------------------------------- | ----------------------------------------------- | ----------------------------------------------- | ----------------------------------------------- | ----------------------------------------------- | ----------------------------------------------- |
| 1.                                              | 15 november 2011                                | Denemarken – Finland                            | 2 – 1                                           | Vriendschappelijk                               | 0                                               |                                                 |
| 2.                                              | 29 februari 2012                                | Denemarken – Rusland                            | 0 – 2                                           | Vriendschappelijk                               | 0                                               |                                                 |
| 3.                                              | 2 juni 2012                                     | Denemarken – Australië                          | 2 – 0                                           | Vriendschappelijk                               | 0                                               |                                                 |
| 4.                                              | 9 juni 2012                                     | Denemarken – Nederland                          | 1 – 0                                           | EK 2012                                         | 0                                               |                                                 |
| 5.                                              | 13 juni 2012                                    | Denemarken – Portugal                           | 2 – 3                                           | EK 2012                                         | 0                                               |                                                 |
| 6.                                              | 17 juni 2012                                    | Denemarken – Duitsland                          | 1 – 2                                           | EK 2012                                         | 0                                               |                                                 |
| Als speler bij SpVgg Greuther Fürth             |                                                 |                                                 |                                                 |                                                 |                                                 |                                                 |
| 7.                                              | 15 augustus 2012                                | Denemarken – Slowakije                          | 1 – 3                                           | Vriendschappelijk                               | 1                                               |                                                 |
| 8.                                              | 8 september 2012                                | Denemarken – Tsjechië                           | 0 – 0                                           | Kwalificatie WK 2014                            | 0                                               |                                                 |

Bijgewerkt op 26 april 2016.

## Erelijst
FC Nordsjælland
- Deens landskampioen

2012
 Rosenborg BK
- Noors landskampioen

2015